# Pistolet maszynowy Ingram M10
Ingram M10 (MAC-10) – amerykański pistolet maszynowy opracowany w 1964 roku w przedsiębiorstwie Military Armament Corporation.

## Historia
Broń opracował w 1964 roku pracujący w Military Armament Corporation Gordon B. Ingram. Po ogłoszeniu upadłości przez Military Armament Corporation produkcję pistoletu maszynowego przejęła spółka RPB Industries Inc., ale wiele jego klonów powstawało też w wielu innych amerykańskich firmach, takich jak SWD Inc., Cobray i Jersey Arms. Broń była szczególnie chętnie używana w USA, Wielkiej Brytanii, Izraelu, Portugalii, Boliwii, Kolumbii, Gwatemali i Hondurasie.

## Opis konstrukcji
Jest to broń samoczynno-samopowtarzalna, działająca w oparciu o zasadę odrzutu swobodnego zamka. Broń strzela z zamka otwartego, co obniża jej celność. Pistolet zdolny jest do prowadzenia ognia zarówno ciągłego jak i pojedynczego, nie posiada ogranicznika długości serii. Ogólny układ broni jest podobny do czechosłowackiego pistoletu maszynowego Sa vz. 48 lub izraelskiego Uzi, ale został on zaprojektowany o wiele później i jego konstrukcja, ani projekt nie pozostają w żadnym związku z powyższą bronią.
Podstawowymi elementami pistoletu maszynowego Ingram M10 są: lufa z osłoną, zamek, obudowa mechanizmu spustowego, rękojeść pistoletowa, magazynek i metalowa rozkładana kolba. Broń produkowano w wariantach z lufą kalibru 11,43 mm (0,45 cala) przystosowaną do naboju pistoletowego Colt (11,43 × 23 mm) lub 9 mm przystosowaną do naboju Parabellum (9 × 19 mm). Długość pistoletu zmniejszono dzięki temu, że w przednim skrajnym położeniu zamek teleskopowo nabiega na lufę. W celu stworzenia jednakowych warunków użytkowania pistoletu przez strzelców lewo- i praworęcznych, wszystkie urządzenia służące do tego celu umieszczone zostały w płaszczyźnie symetrii broni. Rękojeść do napinania zamka znajduje się na górze komory zamkowej, spełniając jednocześnie funkcję bezpiecznika, ryglując zamek w przednim położeniu (po obrocie rękojeści o 90º). Drugi bezpiecznik – nastawny, do blokowania zamka w przednim i tylnym położeniu umieszczono przed kabłąkiem spustu. Przyrządy celownicze usytuowano na komorze zamkowej. Składają się z muszki umieszczonej w osłonie i stałego celownika przeziernikowego. Szczególną cechą broni jest tłumik dźwięku MAC nakręcany na wylot lufy.
Podstawowy sposób strzelania z pistoletu maszynowego Ingram przewiduje trzymanie broni z kolbą przyciśniętą do biodra i korygowanie ognia przez obserwację padania pocisków przy przełączniku ustawionym na ogień ciągły. Do trzymania broni drugą ręką służy rzemień umocowany w przedniej części komory zamkowej.
Poza M10 (MAC-10) opracowano także pistolet maszynowy Ingram M11 (MAC-11) o identycznej konstrukcji, różniącej się wymiarami, masą i rodzajami stosowanych nabojów.